# Lydia Miraoui
Lydia Mounia Miraoui, née le 24 septembre 1991 à Maubeuge, est une footballeuse internationale algérienne ayant aussi la nationalité française, évoluant au poste de milieu de terrain.

## Carrière

### Carrière en club
Miraoui débute à l'âge de huit ans au FCE Arlac et rejoint cinq ans plus tard en 2004 l'Olympique lyonnais,  où elle est appelée en équipe réserve en 2006. Elle fait ses débuts en équipe première de l'OL le 24 mai 2009 lors d'une victoire sur le score de 14-1 contre le Stade briochin en  octobre première division, remplaçant à la 58e minute Simone Gomes Jatobá. Elle fait trois apparitions en D1 sous le maillot rhodanien avant d'être transférée au club espagnol de l'UE L'Estartit à l'été 2010. 
A l'intersaison 2011, Miraoui signe pour le SC Fribourg en première division allemande. Subissant une double fracture tibia-péroné à l'entraînement, elle quitte l'Europe en fin de saison pour rejoindre l'ASE Alger Centre. Elle retourne en France à l'été 2014, s'engageant au Claix Football en deuxième division. 
Elle devient joueuse de l'AS Nancy-Lorraine en 2015, puis retrouve son club formateur, le FCE Mérignac Arlac, lors du mercato d'hiver en janvier 2016.

### Carrière internationale
Avec l'équipe d'Algérie, Lydia Miraoui participe au Championnat d'Afrique féminin de football 2010 en Afrique du Sud (trois matchs joués) et au Championnat d'Afrique féminin de football 2014 en Namibie (deux matchs joués) ; l'Algérie termine à chaque fois dernière de sa poule.

## Palmarès
- Championne de France en 2009 et en 2010 avec l'Olympique lyonnais

## Statistiques
| Saison    | Equipe           | D1 | D1  | D1 | D2 | D2  | D2 | CdF | CdF | CdF | D3 | D3  | D3 |
| Saison    | Equipe           | M  | Tit | B  | M  | Tit | B  | M   | Tit | B   | M  | Tit | B  |
| --------- | ---------------- | -- | --- | -- | -- | --- | -- | --- | --- | --- | -- | --- | -- |
| 2006-2007 | Lyon B           |    |     |    |    |     |    |     |     |     |    |     |    |
| 2007-2008 | Lyon B           |    |     |    |    |     |    |     |     |     | 13 | 12  | 3  |
| 2008-2009 | Lyon             | 2  | 0   | 0  |    |     |    | 1   | 1   | 0   | 16 | 15  | 2  |
| 2009-2010 | Lyon             | 1  | 0   | 0  |    |     |    | 1   | 0   | 0   | 15 | 12  | 12 |
| 2014-2015 | Claix            |    |     |    | 12 | 11  | 1  | 1   | 1   | 0   |    |     |    |
| 2015-2016 | Nancy            |    |     |    | 8  | 8   | 1  |     |     |     |    |     |    |
| 2015-2016 | Arlac Mérignac   |    |     |    |    |     |    |     |     |     |    |     |    |
| 2021-2022 | Chassieu-Décines |    |     |    |    |     |    | 1   | 1   | 0   |    |     |    |